# Prager Schachfestival 2024
Das Prager Schachfestival 2024 war die sechste Austragung einer Reihe von Schachturnieren in der tschechischen Hauptstadt Prag. Es fand vom 27. Februar bis 7. März 2024 statt.
Austragungsort war erneut das Don Giovanni Hotel in Prag, Organisator ist der Nový Bor Chess Club. Es wurden wieder zwei Einladungsturniere, das Masters und das Challengers veranstaltet. Des Weiteren wurde ein Futures und das Karel Janeček Open sowie mehrere Ratings-Turniere gespielt. Auch ein Schnellschach- und ein Blitzschach-Turnier waren wieder im Programm. Zusätzlich fanden einige Thementurniere statt, u. a. ein Chess960-Turnier.

## Masters
Den Sieg im Masters sicherte sich der Uzbeke Nodirbek Abdusattorov. Bereits eine Runde vor Schluss lag er uneinholbar in Führung. Der zweite Platz mit besserer Feinwertung ging an Thai Dai Van Nguyen vor Parham Maghsoodloo.
| Platz | Titel | Name                   | Elo-Zahl | 1 | 2 | 3 | 4 | 5 | 6 | 7 | 8 | 9 | 10 | Punkte | DV | SoBe | SP    |
| ----- | ----- | ---------------------- | -------- | - | - | - | - | - | - | - | - | - | -- | ------ | -- | ---- | ----- |
| 1     | GM    | Nodirbek Abdusattorov  | 2744     | * | 1 | 1 | 0 | 1 | ½ | ½ | 1 | 1 | ½  | 6½     |    |      |       |
| 2     | GM    | Thai Dai Van Nguyen    | 2630     | 0 | * | 1 | ½ | ½ | 1 | 0 | 1 | ½ | ½  | 5      | 1½ |      |       |
| 3     | GM    | Parham Maghsoodloo     | 2715     | 0 | 0 | * | 1 | ½ | ½ | ½ | 1 | ½ | 1  | 5      | 1  |      |       |
| 4     | GM    | R. Praggnanandhaa      | 2747     | 1 | ½ | 0 | * | ½ | 0 | ½ | ½ | 1 | 1  | 5      | ½  |      |       |
| 5     | GM    | David Navara           | 2667     | 0 | ½ | ½ | ½ | * | ½ | 1 | ½ | ½ | ½  | 4½     | 1½ |      |       |
| 6     | GM    | Richárd Rapport        | 2717     | ½ | 0 | ½ | 1 | ½ | * | ½ | ½ | ½ | ½  | 4½     | 1  |      |       |
| 7     | GM    | D. Gukesh              | 2743     | ½ | 1 | ½ | ½ | 0 | ½ | * | 0 | 1 | ½  | 4½     | ½  |      |       |
| 8     | GM    | Mateusz Bartel         | 2660     | 0 | 0 | 0 | ½ | ½ | ½ | 1 | * | ½ | ½  | 3½     | ½  | 1    | 14,75 |
| 9     | GM    | Vincent Keymer         | 2738     | 0 | ½ | ½ | 0 | ½ | ½ | 0 | ½ | * | 1  | 3½     | ½  | 1    | 14,25 |
| 10    | GM    | Santosh Gujrathi Vidit | 2747     | ½ | ½ | 0 | 0 | ½ | ½ | ½ | ½ | 0 | *  | 3      |    |      |       |

## Challengers
Den ersten Platz im Challengers sicherte sich der junge Türke Ediz Gürel durch einen Sieg mit Schwarz in der letzten Runde gegen Anton Korobow. Zweiter wurde Jaime Santos Latasa vor Erwin  l’Ami.
| Platz | Titel | Name                | Elo-Zahl | 1 | 2 | 3 | 4 | 5 | 6 | 7 | 8 | 9 | 10 | Punkte | DV | SP    |
| ----- | ----- | ------------------- | -------- | - | - | - | - | - | - | - | - | - | -- | ------ | -- | ----- |
| 1     | IM    | Ediz Gürel          | 2560     | * | ½ | ½ | ½ | 1 | ½ | ½ | 1 | 1 | 1  | 6½     |    |       |
| 2     | GM    | Jaime Santos Latasa | 2612     | ½ | * | ½ | ½ | 1 | 1 | ½ | ½ | ½ | 1  | 6      |    |       |
| 3     | GM    | Erwin l’Ami         | 2636     | ½ | ½ | * | ½ | 0 | ½ | 1 | 1 | 1 | ½  | 5½     | ½  | 22,00 |
| 4     | GM    | Abhimanyu Mishra    | 2627     | ½ | ½ | ½ | * | 0 | ½ | ½ | 1 | 1 | 1  | 5½     | ½  | 21,25 |
| 5     | GM    | Anton Korobow       | 2666     | 0 | 0 | 1 | 1 | * | 0 | ½ | 1 | ½ | 1  | 5      |    |       |
| 6     | GM    | Maxim Rodshtein     | 2590     | ½ | 0 | ½ | ½ | 1 | * | ½ | 1 | 0 | ½  | 4½     |    |       |
| 7     | IM    | Richard Stalmach    | 2434     | ½ | ½ | 0 | ½ | ½ | ½ | * | 0 | 1 | ½  | 4      |    |       |
| 8     | IM    | R. Vaishali         | 2481     | 0 | ½ | 0 | 0 | 0 | 0 | 1 | * | 1 | ½  | 3      |    |       |
| 9     | IM    | Štěpán Hrbek        | 2426     | 0 | ½ | 0 | 0 | ½ | 1 | 0 | 0 | * | ½  | 2½     | ½  | 11,25 |
| 10    | IM    | Václav Finěk        | 2429     | 0 | 0 | ½ | 0 | 0 | ½ | ½ | ½ | ½ | *  | 2½     | ½  | 9,25  |

## Weitere Turniere
- Sieger Open-Turnier:  Stamatis Kourkoulos-Arditis[6]
- Sieger Futures-Turnier:  Aansh Nandan Nerurkar[7]
- Sieger Schnellschach-Turnier:  Sundar M Shyam[8]
- Sieger Blitzschach-Turnier:  Lut Yin Luke Lau[9]